# Tyler Ross
Tyler Ross (* 13. März 1989) ist ein US-amerikanischer Schauspieler.

## Leben und Karriere
Tyler Ross stammt aus dem US-Bundesstaat Florida. Um seine Chancen in der Schauspielindustrie zu vergrößern zog er zunächst nach Chicago und ließ sich schließlich in Los Angeles nieder. Seine erste Rolle vor der Kamera übernahm er 2004 mit einem Auftritt im Fernsehfilm Die Suche nach Davids Herz. Ein Jahr später spielte er im Film Little Men mit. Nach einigen Jahren Unterbrechung folgten Gastauftritte in den Serien Coco & Ruby, Boss, Navy CIS, Major Crimes und Crash & Bernstein. 2013 spielte er die Hauptrolle des Jolie im schwarzhumorigen Film American Milkshake.
Größere Bekanntheit erlangte er dann 2014 mit der Rolle des Kyle Stansbury aus der vierten Staffel der Serie The Killing. 2015 trat er im Film Einen Freund zum Geburtstag auf. Nach The Wise Kids aus dem Jahr 2011 stellte dies die zweite Zusammenarbeit mit dem Chicagoer Regisseur Stephen Cone dar. Auch 2017 wirkte er in einer Produktion des Regisseurs mit. Anschließend trat er in den Serien Battle Creek und 9-1-1 auf. 2019 übernahm er als Franklin eine Nebenrolle in der Neo-Noir-Serie What/If.

## Filmografie (Auswahl)
- 2004: Die Suche nach Davids Herz (Searching for David's Heart, Fernsehfilm)
- 2005: Little Men
- 2011: The Wise Kids
- 2012: Nate and Margaret
- 2012: Coco & Ruby (Fernsehserie, Episode 1x04)
- 2012: Boss (Fernsehserie, 2 Episoden)
- 2012: Navy CIS (NCIS, Fernsehserie, Episode 10x07)
- 2013: American Milkshake
- 2013: Major Crimes (Fernsehserie, Episode 2x06)
- 2013: Crash & Bernstein (Fernsehserie, Episode 2x05)
- 2014: The Killing (Fernsehserie, 6 Episoden)
- 2015: Einen Freund zum Geburtstag (Henry Gamble's Birthday Party)
- 2015: Battle Creek (Fernsehserie, Episode 1x13)
- 2016: Officer Downe – Seine Stadt. Sein Gesetz. (Officer Downe)
- 2017: The Lovers
- 2017: Princess Cyd
- 2017: King Rat
- 2018–2019: 9-1-1 (Fernsehserie, 2 Episoden)
- 2019: What/If (Fernsehserie, 5 Episoden)
- 2020: FBI: Most Wanted (Fernsehserie, Episode 1x11)
- 2020: Hum